# 792
Évszázadok: 7. század – 8. század – 9. század
Évtizedek: 740-es évek – 750-es évek – 760-as évek – 770-es évek – 780-as évek – 790-es évek – 800-as évek – 810-es évek – 820-as évek – 830-as évek – 840-es évek
Évek: 787 – 788 – 789 – 790 –  791 – 792 – 793 – 794 – 795 – 796 – 797

## Események

### Európa
- A 21 éves VI. Kónsztantinosz császár hadjáratot indít a bolgárok ellen, de a marcellaei csatában súlyos vereséget szenved és a bolgárok egészen Konstantinápolyig üldözik. A császár kénytelen békét kérni és évente adót fizetni. A közvélemény megkérdőjelezi Kónsztantinosz uralkodói alkalmasságát, így kiengedi a házi őrizetből és társuralkodóul maga mellé veszi anyját, Eirénét (aki 790-ig régensként irányította a birodalmat). Hogy megelőzze a hadsereg lázadását, anyja tanácsára megvakíttatja nagybátyját, az esetleges trónkövetelő Niképhoroszt, más nagybátyjainak pedig a nyelvét vágatja ki.
- Nagy Károly frank király ebben az évben Bajorországban marad és előkészíti újabb hadjáratát az avarok ellen. Hordozható hidakat készíttet és pótolja az előző évi hadjáratban elvesztett lovakat. Az ellene fellázadó szászok szövetséget ajánlanak az avaroknak.
- Nagy Károly zsinatot hívat össze Regensburgba, ahol elítélik és eretnekségként bélyegzik meg az adopcionizmust.
- Nagy Károly első fia, a félreállított, címet nem kapó Púpos Pippin összeesküvést szervez apja meggyilkolására. A tervre fény derül és Pippin féltestvére, Ifjabb Károly a prümi kolostorba záratja bátyját, a többi összeesküvőt pedig kivégezteti.
- A rossz termés miatt három évig tartó éhínség kezdődik a Frank Birodalomban.
- I. Æthelred northumbriai király feleségül veszi a merciai Offa lányát, Ælfflædet. Az általa két évvel korábban elűzött II. Osred megpróbálja visszaszerezni a trónját, de vereséget szenved és Æthelred megöleti.

## Születések
- II. Abd al-Rahmán, córdobai emír
- II. Adorján, római pápa

## Halálozások
- Jænberht, canterburyi érsek
- II. Osred, northumbriai király

## Fordítás
- Ez a szócikk részben vagy egészben  a(z)   792 című angol Wikipédia-szócikk ezen változatának fordításán alapul.  Az eredeti cikk szerkesztőit annak laptörténete sorolja fel. Ez a jelzés csupán a megfogalmazás eredetét és a szerzői jogokat jelzi, nem szolgál a cikkben szereplő információk forrásmegjelöléseként.